# Enchiridion (Alcuino)
Enchiridion, seu expositio pia ac brevis in psalmos poenitentiales, in psalmum CXVIII et graduales, più brevemente noto come Enchiridion, è un'opera esegetica di Alcuino di York.

## Genesi
Attorno all'anno 800 Alcuino indirizzò all'amico Arnone, arcivescovo di Salisburgo, una collezione di testi esegetici, composta di tre esposizioni sui salmi penitenziali, sul salmo 118 e sui salmi graduali con una lettera prefatoria. Come si evince da quest’ultima, fu Alcuino stesso a voler attribuire alla raccolta la qualifica di enchiridion («manuale»). Nella medesima lettera prefatoria è dichiarato anche l’intento dell’opera, cioè quello di raccogliere e riassumere le varie spiegazioni dei salmi addotte dai Padri della Chiesa in forma più estesa.

## Contenuti
L’Expositio di Alcuino presenta un andamento uniforme: egli commenta interamente ogni Salmo, dall’inizio alla fine, versetto per versetto. L’interpretazione fornita è sia in senso storico-letterale (riferita in particolare alla storia del popolo di Israele e alla figura di re David), sia in senso allegorico-simbolico (applicata cioè alla storia di Cristo e della Chiesa). I temi che prevalgono sono lo statuto della penitenza, l’urgenza della confessione, la condanna dell’eresia, l’impegno a lavorare per i posteri, la celebrazione dei buoni maestri e il biasimo dei cattivi.
In ognuna delle tre sezioni Alcuino adatta lo stile e i contenuti in base alla natura dei versetti presi in esame:
- per l’esegesi ai salmi penitenziali l’autore pone l’accento sulla gestualità della supplica;

- per il salmo 118, dato che l’argomento è la Legge, si allude a quest’ultima attraverso otto termini quasi sinonimi: lex, mandatum, iudicium, decretum, iustificatio, testimonium, eloquium, verbum. Alcuino combinando queste otto parole nel procedere delle strofe asseconda la “monotonia poetica” del salmo;
- per i salmi graduali, che si concentrano sul tema dell’ascesa alla Gerusalemme celeste, l’interpretazione di Alcuino si fonda proprio sul simbolismo dell’ascesa e sul tema del pellegrinaggio.

Alcuino in questo caso predilige quattro fonti: le Enarrationes in Psalmos di Agostino, l’Expositio Psalmorum di Prospero d’Aquitania, l’Expositio Psalmorum di Cassiodoro e infine il Breviarum in Psalmos dello pseudo Girolamo.
I manoscritti che riportano l’opera sono 16.